# كثرة منسجات مخزنة للبلورات
كثرة المنسجات المخزنة للبلورات شكل من أشكال كثرة المنسجات التي تحدث غالبًا لدى الأشخاص الذين يعانون من اعتلالات غامائية أحادي النسيلة. تتميز كثرة المنسجات بفرط عدد الخلايا المنسجة (نوع من الخلايا المناعية وهي جزء من جملة البلعميات والوحيدات). في أغلب حالات كثرة المنسجات المخزنة للبلورات (أكثر من 90%)، تتراكم الغلوبولينات المناعية داخل سيتوبلازم خلايا المنسجات؛ وفي حالات نادرة، يمكن مشاهدة بلورات الكلوفازيمين أو السيستين أو السيليكا أو بلورات شاركو – لايدن بدلًا من ذلك في المنسجات. غالبًا ما يرتبط مرض كثرة المنسجات المخزنة للبلورات غير المناعية بالاضطرابات غير الخبيثة، مثل الالتهابات المزمنة أو أمراض المناعة الذاتية مثل التهاب المفاصل الروماتويدي أو داء كرون أو التهاب المعدة بالملوية البوابية. قد يكون مرضًا موضعيًا أو معممًا. تشمل الأمثلة على المواقع التي قد تحدث فيها كثرة المنسجات الرئتين والغشاء الجنبي والمعدة والكلى ونخاع العظام والغدة الدرقية والغدة الزعترية والغدة النكفية. يوصف المرض بأنه معمم في حالة إصابة موقعين منفصلين أو أكثر.

## العلامات والأعراض
يعاني معظم المرضى من تورمات أو كتل بدون أعراض. قد يعاني مرضى كثرة المنسجات المخزنة للبلورات من بيلة بروتينية أو مرض الكلى المزمن.

## الآلية
نظرًا لندرة الاضطراب، تبقى الآلية الكامنة وراءه غير واضحة، ولكن الآليات المقترحة تشمل تغيرات في بنية الغلوبولينات المناعية بسبب خباثة كامنة (ينتج عن الاعتلالات الغامائية أحادية النسيلة إنتاج غلوبولينات مناعية شاذة) أو بسبب خلل تطوي الغلوبولينات المناعية الشاذة.
تشمل الآليات الأخرى المقترحة فرط إنتاج الغلوبولينات المناعية أو قلة إزالتها.

## التشخيص
يتضمن الفحص السريري للمرضى الذين يشتبه في إصابتهم بكثرة المنسجات المخزنة للبلورات أخذ التاريخ الطبي والفحص البدني للبحث عن الرواسب البلورية في مواقع إضافية، بالإضافة إلى تضخم العقد اللمفية وضخامة الكبد والطحال. تشمل الفحوصات المخبرية تعداد الدم المحيطي الكامل وبزل نخاع العظم ودراسات بروتين المصل والبول وتحليل السلاسل الخفيفة الحرة في المصل ومسح كامل للهيكل العظمي للكشف عن آفات حالة للعظام وقلة العظام. حتى لو لم يكن المرضى مصابين بالاعتلال الغامائي أحادي النسيلة قبل تشخيص كثرة المنسجات المخزنة للبلورات، غالبًا ما يتم فحصهم لمعرفة ما إذا كان هناك اعتلال غامائي وحيد نسيلة كامن، بسبب وجود ارتباط بين الاضطرابين. يجب فحص المرضى الذين لا يعانون من اعتلال غامائي أحادي النسيلة عند التشخيص بانتظام للكشف في حال إصابتهم.

## العلاج
بسبب ندرة المرض، هناك معلومات محدودة حول العلاج الأمثل للمرضى. لهذا السبب، يعتمد العلاج على أعراض المريض. إذا كان المريض مصابًا باعتلال غامائي وحيد نسيلة كامن، يُعالج وفقًا للإرشادات المناسبة. أُجريت عملية جراحية ثانية للتحقق من عدم وجود خلايا أخرى لهذا المرض. بعد ذلك، تم إعطاء 15 جرعة من الإشعاع على المنطقة التي استُؤصل فيها الورم. لم يُبلغ عن تكرار حدوث كثرة المنسجات المخزنة للبلورات حتى هذه اللحظة. تمت مراقبة مريضة مصابة عن كثب منذ تشخيصها وإزالة الورم من الجزء العلوي الأيسر من وجهها.

## علم الأوبئة
يُعد كثرة المنسجات المخزنة للبلورات اضطرابًا نادرًا، إذ توجد أقل من 100 حالة في الأدبيات العلمية. يبلغ متوسط العمر عند التشخيص 60 عامًا، لكن أعمار المرضى المذكورة في الأدبيات تتراوح بين 17 و91 عامًا. يصيب المرض الذكور والإناث بنفس النسبة. تم تشخيص أغلب المرضى (90%) المصابين بكثرة المنسجات المخزنة في البلورات باضطراب خلايا بائية ورمي -أكثرها شيوعًا الورم النخاعي المتعدد أو الاعتلال الجامائي أحادي النسلية ذو الخطورة غير المحددة أو اللمفوما الليمفية والبلازمية الخلايا.